# Sukamahi (Sukaratu)
Sukamahi is een bestuurslaag in het regentschap Tasikmalaya van de provincie West-Java, Indonesië. Sukamahi telt 4317 inwoners (volkstelling 2010).